# Apollinarisme
Apollinarisme er en læreretning opkaldt efter Apollinaris af Laodikea fra Syrien (d.390). 
Ifølge denne kristologi havde Kristus en menneskelig krop og sjæl, mens Logos havde taget åndens plads. Læren blev forkastet af kirken ved forskellige synoder, særligt den i Konstantinopel år 381. Det skyldtes, at Kristus efter dens opfattelse ikke blev tillagt en fuldstændig menneskelig natur. Kirkens svar var her som på de øvrige kætterske kristologiske opfattelser, at Kristus var sand Gud og sandt menneske.
| Kristendom | Spire Denne artikel om kristendom er en spire som bør udbygges. Du er velkommen til at hjælpe Wikipedia ved at udvide den. |